# Jean-Baptiste Gorren
Jean-Baptiste Gorren fue un matemático y filósofo marxista belga, nacido en Saint-Josse-ten-Noode el 13 de noviembre de 1891 y fallecido en 1971 en Bruselas. Hijo de Antoine Josse Adrien Gorren y Maximilienne Poesmans. En 1932 se casó con Hinda Gelernter (transformada en "Gelentern" en Bélgica), nacida en Varsovia el 23 de mayo de 1908. En 1935, fue uno de los fundadores de la Université Ouvrière de Bruxelles, donde enseñó. Profesor de la Cuarta Internacional y autor de numerosas investigaciones sobre el materialismo dialéctico. Publicó bajo el nombre de Jean Gorren.

## Obras
- La cuarta dimensión – Conferencia elemental, 1920. Publicado por Bruselas, A. Bieleveld/París, Librairie Desforges Girardot, sin fecha
- Humanitas, 1928, Revue des Humanités, (comité editorial).
- Materialismo – Filosofía del Proletariado, 1929 (Traducido al español 1931)
- Resumen de dialéctica, 1936. Universidad de los Trabajadores de Bruselas.
- Sobre el ajuste de péndulos, 1938. Extracto del boletín Ciel et Terre no 3 .
- Resumen de sociología, 1938. Universidad de Trabajo de Bruselas.[1]
- La estructura del espacio cósmico, 1941. Extracto del boletín Ciel et Terre no 7 y 8
- La curvatura del espacio, 1948. Extracto del boletín Ciel et Terre no 3 y 4
- Sobre el Kracoviano exponencial, 1949. Extracto del Boletín Astronómico del Observatorio de Bruselas. Tomo IV n 4
- Sociología y socialismo, 1951. Universidad de Trabajo de Bruselas.[2]
- Programa de Doctrinas Socialistas, 1954. Para la escuela provincial de trabajo social.
- Teoría analítica de la dialéctica,[3] 1969. Revista de epistemología sociológica, n 7 Lógica y Sociología con Pierre Naville . Publicado bajo la dirección de Pierre Naville en el Centro de Estudios Sociológicos, Centro Nacional de Investigaciones Científicas . Ediciones Anthropos.

### Reediciones póstumas
- Gorren, Jean (2014). Précis de sociologie marxiste (en francés). Mons: Tribord. p. 167. ISBN 978-2-930390-31-4.[4]

### Extractos
- “Un ser procedente del espacio restringido puede llegar a imaginar la cuarta dimensión como un observador con dos ojos y moviéndose en el hiperespacio”. 1920, La cuarta dimensión – Presentación elemental.[5]
- "La civilización se opone al salvajismo, que es el estado de animalidad del hombre. El salvajismo es un producto bruto de la naturaleza. La civilización es la negación de la naturaleza. Al separar al hombre de la naturaleza, separa al hombre del hombre y justifica con su ética la explotación del hombre por hombre que va contra la naturaleza. El retorno a la naturaleza con la experiencia de los beneficios de la civilización es el devenir humano." 1951 Universidad Obrera de Sociología y Socialismo de Bruselas.